# Кармел Маєрс
Кармел Маєрс (англ. Carmel Myers, нар. 4 квітня 1899 — пом. 9 листопада 1980) — американська акторка та парфумерка.

## Біографія
Народилася в Сан-Франциско в родині рабина з Австралії і його дружини, уродженки Австрії. Її батько був знайомий з піонерами кінематографа, що зароджувався, і представив її Девіду Гріффіту, який взяв Маєрс на невелику роль в свою картину «Нетерпимість» (1916). Наступні два роки вона жила в Нью-Йорку, де працювала в основному в театрі, після чого знову повернулася на великий екран, уклавши контракт з кіностудією «Universal».
З роками її кар'єра набирала обертів, і до середини десятиліття Маєрс вже грала великі ролі в багатьох відомих німих фільмах, серед яких «Отруєний рай» (1924), «Красунчик Браммел» (1924), «Бен-Гур» (1925), «Скажіть це морякам» (1926) і «Дама з камеліями» (1926). З настанням ери звукового кіно акторка перемістилася на ролі другого плану, з'явившись в таких кінострічках як «Свенгалі» (1931), «Божевільний геній» (1931) і «Полустанок» (1946).
На той час її акторські роботи стали рідкісними, а після 1950 року вона з'явилася всього в кількох епізодах серіалів на телебаченні. Наступні роки працювала в сфері нерухомості, а також у власній парфумерній компанії. Останньою її акторською роботою стала невелика роль журналістки в комедії 1976 року «Он Тон Тон — собака, яка врятувала Голлівуд».
Була тричі одружена, від другого чоловіка Ральфа Х. Блума народила трьох дітей. 
Кармел Маєрс померла в 1980 році від інфаркту у віці 81 року в Лос-Анджелесі і була похована поряд з батьками на єврейському кладовищі на сході міста. 
Внесок акторки в американську кіноіндустрію відзначений зіркою на Голлівудській алеї слави.

## Вибрана фільмографія
- 1917 — Примарні піжами / The Haunted Pajamas — Френсіс Кіркленд
- 1918 — Всю ніч / All Night — Елізабет Лейн
- 1918 — Сенсація / A Society Sensation — Сідней Пармелі
- 1924 — Красунчик Браммел / Beau Brummel — леді Хестер Стангоп
- 1924 — Бродвей після настання темряви / Broadway After Dark — Ленор Венс
- 1925 — Бен-Гур: історія Христа / Ben-Hur: A Tale of the Christ — Айрас
- 1926 — Скажіть це морпіхам / Tell It to the Marines — Зая
- 1927 — Напів-наречена / The Demi-Bride
- 1927 — Сорелл і син
- 1931 — Лев і ягня / The Lion and the Lamb — Інес
- 1931 — Свенгалі / Svengali — мадам Гонорі
- 1931 — Задоволення / Pleasure — місіс Дороті Вітлі